# Jean-Baptiste Phạm Minh Mẫn
Jean-Baptiste Phạm Minh Mẫn (5. ožujka 1934.) je vijetnamski kardinal Katoličke Crkve koji je bio nadbiskup Hồ Chi Minh Cityja od ožujka 1998. do ožujka 2014.
Dana 7. ožujka 2013., Mẫn je bio posljednji od kardinala izbornika koji je stigao da prisustvuje papinskoj konklavi 2013., na kojoj je potom izabran papa Franjo.